# Hypochondrie
Hypochondrie (von altgriechisch ὑποχόνδρια hypochóndria für den „Bereich unter den Rippen“) ist zum einen nach der ICD-10 eine psychische Störung aus der Untergruppe der somatoformen Störungen und der ICD-11 aus der Unterkategorie „Zwangsstörung oder verwandte Störungen“. Die Betroffenen beschäftigen sich beharrlich mit der Möglichkeit, an einer oder mehreren schweren und fortschreitenden körperlichen Krankheiten zu leiden, ohne dass sich dafür ein angemessener, objektiver Befund finden lässt. Zudem ist Hypochondrie ein Symptom, das auch im Rahmen anderer psychischer Störungen auftreten kann.

## Wortherkunft
Die ursprüngliche Wortschöpfung erfolgte durch Galenos: Der Begriff hängt mit dem griechischen Begriff χόνδρος chondros für „Knorpel“ zusammen. Gemeint sind die Rippenknorpel, unter (ὑπό hypo) welchen man den Ursprung der Gemütskrankheiten bzw. des malum hypochondriacum vermutete. Man ging davon aus, dass die Milz, humoralpathologisch das Hauptorgan für die „Schwarze Galle“, für diese Art von Beschwerden verantwortlich sei, weshalb die Hypochondrie vormals „Milzsucht“ genannt wurde.

## Alltagsgebrauch des Begriffs
Im Alltagssprachgebrauch wird der Begriff Hypochondrie unklar definiert gebraucht und ist negativ besetzt. Hypochonder wird auch als abfällige Bezeichnung eines wehleidigen oder um seine Gesundheit besorgten Menschen bezeichnet, der vermehrt auf Veränderungen von Körperfunktionen achtet und auch geringfügige Körpersignale als möglichen Ausdruck schwerer Erkrankungen interpretiert. Man spricht laienhaft auch von einer eingebildeten Krankheit (siehe Molière, Der eingebildete Kranke). Dies ist vor allem in Hinblick auf von echter, klinischer Hypochondrie Betroffene problematisch, da diese Menschen nicht wehleidig, sondern schwer psychisch erkrankt sind und mitunter auch erheblich belastende Symptome verspüren können.

## Zusammenhänge
Eine übertriebene Selbstbeobachtung kann auch bei psychisch gesunden Menschen zu Fehlwahrnehmungen und häufigen Arztbesuchen führen, wobei auch ausführliche und wiederholte Untersuchungen keine körperliche Ursache der Beschwerden ergeben. Die leicht zugänglichen Möglichkeiten, sich über Internetportale zu Krankheitssymptomen zu erkundigen, führt zu neuen Formen der Krankheitsangst, wie zum Beispiel zur so genannten „Cyberchondrie“.
Da Betroffene oft durch intensives Recherchieren im Internet eine Symptomverstärkung erleben, hat sich im ärztlichen Fachjargon auch der Begriff Morbus Google eingebürgert.
Während eine Hypochondrie vom Betroffenen selber ausgeht, wird es als Disease Mongering (Krankheitserfindung) oder Pathologisierung bezeichnet, wenn harmlose Erscheinungen von Dritten als Erkrankung fehldiagnostiziert werden, häufig auch aus eigennützigen und geschäftlichen Interessen.

## Definition
Anders als in der Alltagssprache, ist die Hypochondrie im medizinischen Sinne klar definiert. Entsprechend der „Internationalen Klassifikation der Krankheiten“ (ICD-10) wird das Krankheitsbild als Hypochondrische Störung klassifiziert. Im amerikanischen Klassifikationssystem DSM-5, das seit Mai 2013 Gültigkeit besitzt, wurde die hypochondrische Störung durch die Diagnosen Somatic Symptom Disorder (deutsch: Körpersymptomstörung) und Illness Anxiety Disorder (deutsch: Krankheitsangststörung) ersetzt. Diese beiden Diagnosen berücksichtigen, dass es zwei bisweilen unabhängig voneinander auftretende Seiten hypochondrischer Symptomatik gibt, namentlich medizinisch unerklärliche Symptome (somatoforme Komponente) und Krankheitsangst (Angstkomponente).
Kennzeichnend für die hypochondrische Störung nach ICD-10 ist die Tatsache, dass der Patient fürchtet, an einer bestimmten Krankheit (z. B. Krebs) zu leiden. Das Klagen über körperliche Symptome steht nicht im Vordergrund. Typischerweise haben die Betroffenen bereits viele medizinische Untersuchungen hinter sich und wechseln häufig den Arzt („Doctor Hopping“ oder „Doctor Shopping“ genannt). Je nach Ausprägungsgrad der Symptomatik ist der Betroffene mehr oder weniger durch den Arzt überzeugbar, dass seine Befürchtungen unbegründet sind. Je schwerer die Symptomatik, desto weniger ist dies möglich. Bei schweren Verläufen kann es zu überwertigen Ideen und hypochondrischem Wahn kommen.
Im angelsächsischen Wissenschaftsbetrieb wird Hypochondrie bzw. bestimmte Formen dieser Erkrankung, entgegen der sonst üblichen Einordnung als somatoforme Störung, dem so genannten „Zwangsspektrum“ zugeordnet (englisch: „OCD Spectrum Disorders“). Dies insbesondere dann, wenn nicht die Beobachtung von Körpersignalen im Vordergrund steht, sondern die obsessive Angst zu erkranken. Häufig kommen bei dieser Ausprägung auch die für Zwangsstörungen so typischen Zweifel zur Geltung, z. B. an der Kompetenz des Arztes oder diesen richtig verstanden zu haben. Die Einordnung bestimmter hypochondrischer Symptombilder in das Spektrum der Zwangskrankheiten ist jedoch mehr von akademischem Interesse, da beide Erkrankungen mit derselben Form der Verhaltenstherapie und denselben Medikamenten (vor allem SSRI) behandelt werden können.

## Häufigkeit
Es gibt Schätzungen, wonach jeder 20. Patient unter Symptomen leidet, die sich aus medizinischer Sicht in ihrer Schwere der Beeinträchtigung nicht erklären lassen. Die Prävalenz der Hypochondrie im Sinne einer echten klinischen Störung liegt jedoch deutlich niedriger und liegt in der Allgemeinbevölkerung bei etwa 0,05 %. Menschen mit unterschwelliger Hypochondrie oder andauernden starken Krankheitssorgen machen etwa 2–3 % der Bevölkerung aus. Nach den Ergebnissen einer großen WHO-Studie zählt Deutschland international zu den Spitzenreitern für hohe Krankheitsangst. Die Krankheit tritt bei Frauen und Männern etwa gleich häufig auf.

## Diagnose

### ICD-10
Nach dem Diagnosemanual ICD-10 ist das vorherrschende Kennzeichen der Hypochondrie eine beharrliche Beschäftigung mit der Möglichkeit, an einer oder mehreren schweren und fortschreitenden körperlichen Krankheiten zu leiden. Normale oder allgemeine Körperwahrnehmungen und Symptome werden von den Betroffenen oft als abnorm und gefährlich interpretiert. Dabei stehen meist nur ein oder zwei Organe oder Organsysteme im Vordergrund. Komorbide Symptome der Depression und Angst finden sich häufig und können dann zusätzliche Diagnosen rechtfertigen.
Diagnostische Kriterien:
Folgende Kriterien (A bis D) müssen vorliegen, um die Diagnose einer hypochondrischen Störung zu rechtfertigen.
1. Entweder 1. oder 2.:
      1. Eine mindestens sechs Monate anhaltende Überzeugung, an höchstens zwei schweren körperlichen Krankheiten (von denen mindestens eine speziell von den Patienten benannt sein muss) zu leiden.
  2. Anhaltende Beschäftigung mit einer vom Betroffenen angenommenen Entstellung oder Missbildung (dysmorphophobe Störung),
2. Die ständige Sorge um diese Überzeugung und um die Symptome verursacht andauerndes Leiden oder eine Störung des alltäglichen Lebens und veranlasst die Patienten, um medizinische Behandlungen oder Untersuchungen (oder entsprechende Hilfe von Laienheilern) nachzusuchen.
3. Hartnäckige Weigerung, die medizinische Feststellung zu akzeptieren, dass keine ausreichende körperliche Ursache für die körperlichen Symptome bzw. Entstellungen vorliegt. Vorübergehende Akzeptanz der ärztlichen Mitteilung allenfalls für kurze Zeiträume bis zu einigen Wochen oder unmittelbar nach einer medizinischen Untersuchung spricht nicht gegen diese Diagnose.
4. Ausschlussvorbehalt: Die Störung tritt nicht ausschließlich während einer Schizophrenie oder einer verwandten Störung (ICD-Code F2, insbesondere ICD-Code F22) oder einer affektiven Störung (ICD-Code F3) auf.

Patienten mit Hypochondrie haben im Gegensatz zu anderen psychosomatischen Patienten mehr Ängste und falsche Überzeugungen über Krankheiten, eine höhere Aufmerksamkeit auf Körperempfindungen, häufiger Furcht vor dem Tod und mehr Misstrauen gegenüber den Meinungen von Ärzten. Dies, obwohl sie mehr medizinische Behandlungen im Vergleich mit den anderen Patienten aufsuchten. Hypochondrie lässt sich auch in folgenden drei Dimensionen beschreiben:
1. Verhalten: Beschäftigung mit dem eigenen Körper
2. Emotion: Krankheitsangst
3. Kognition: Überzeugung vom Vorhandensein einer Krankheit, obwohl sich der eigenen Gesundheit medizinisch rückversichert wird

### ICD-11
Nach der seit 2022 gültigen ICD-11 wird die „Krankheitsangststörung“ (Code 6B23) unter der Unterkategorie „Zwangsstörung oder verwandte Störungen“ wie folgt beschrieben:

„Die Krankheitsangststörung ist gekennzeichnet durch die ständige Sorge oder Angst, eine oder mehrere schwere, fortschreitende oder lebensbedrohliche Krankheiten zu haben. Die Besorgnis wird begleitet von 1) wiederholten und exzessiven gesundheitsbezogenen Verhaltensweisen, wie z. B. wiederholtem Überprüfen des Körpers auf Anzeichen von Krankheiten, übermäßigem Zeitaufwand für die Suche nach Informationen über die befürchtete Krankheit, wiederholtem Suchen nach Bestätigung (z. B. mehrfache Arztbesuche); oder 2) maladaptivem Vermeidungsverhalten in Bezug auf die Gesundheit (z. B. Vermeiden von Arztterminen). Die Symptome führen zu bedeutsamem Leidensdruck oder zu signifikanten Beeinträchtigungen in persönlichen, familiären, sozialen, ausbildungsbezogenen, beruflichen oder anderen wichtigen Funktionsbereichen.“

### Subgruppen
Spezifische monosymptomatische Formen der Hypochondrie sind:
- Bromosis (von lateinisch bromus „Gestank“): Vorstellung, man würde einen üblen Geruch verströmen;
- Parasitosis: Vorstellung, man wäre von Parasiten (speziell Würmern oder Spinnen) befallen, die im Körper wachsen, speziell bei unter der Haut wachsenden Parasiten (Differentialdiagnostisch vom Dermatozoenwahn zu unterscheiden).
- Dysmorphophobie: Vorstellung, man sei missgebildet, entstellt oder allgemein abstoßend hässlich;
- Nosophobie: Beim Nosophobiker steht die generalisierte Angst vor Krankheiten im Vordergrund, auch unabhängig von wahrgenommenen Symptomen[15].

Im Umgang mit den Krankheitssorgen lassen sich zwei Erscheinungsbilder unterscheiden: Manche Patienten gehen überdurchschnittlich oft zum Arzt, andere hingegen meiden diesen oder entwickeln sogar eine regelrechte Phobie gegen Ärzte.

### Differenzialdiagnosen
Da auch andere psychische Krankheiten Symptome aufweisen können, die der klassischen Hypochondrie sehr ähnlich sind, sollte die Diagnose einer eigenständigen hypochondrischen Störung erst nach ausführlicher Differenzialdiagnostik gestellt werden. Auch die Abgrenzung zu den anderen somatoformen Störungen (oder eben zu tatsächlich vorhandenen, aber von der Diagnostik nicht erfassten, nur vom Patienten „gefühlten“, Erkrankungen) ist von Bedeutung. Vor der Diagnose einer Hypochondrie muss daher ausgeschlossen werden, ob nicht andere Störungen vorliegen, welche die Symptome besser erklären bzw. ob Begleiterkrankungen vorliegen. Hypochondrie als Symptom kann unter anderem im Rahmen folgender psychischer Erkrankungen auftreten:
- Depression
- Wahnstörung
- Zwangsstörung
- Schizophrenie
- Angststörung
- Konversionsstörung

## Krankheitsverlauf und Prognose
Man nimmt an, dass eine Hypochondrie in jedem Lebensalter entstehen kann – auch in der Kindheit. Sie tritt meistens vor dem 50. Lebensjahr auf. In den ersten Krankheitsjahren ist der Verlauf der Hypochondrie sehr variabel, bis hin zur vollständigen Remission. Je länger eine Hypochondrie anhält, und je stärker die Symptome, desto wahrscheinlicher bleibt das Störungsbild bestehen. Eine Hypochondrie kann progredient oder phasenhaft verlaufen. Krankheitsphasen werden oft durch belastende private oder berufliche Lebensphasen, durch negative Erfahrungen mit dem Gesundheitssystem (z. B. Fehldiagnosen) oder durch Krankheitsberichte im privaten Umfeld oder in den Medien ausgelöst. Die Symptomatik wird chronisch und wechselhaft. Unbehandelt führt eine Hypochondrie im Verlauf meist zu Beeinträchtigungen in allen Lebensbereichen.

## Erklärungsmodelle
Menschen mit Hypochondrie nehmen ihren Körper überdurchschnittlich intensiv interozeptiv wahr. Sie neigen dazu, diese Wahrnehmungen fehl zu interpretieren (vgl. auch mit der Panikstörung) und als gefährlich einzustufen. Im Rahmen der Störung steigt die Aufmerksamkeit auf den eigenen Körper und mögliche Krankheitssymptome, was zu physiologischen Veränderungen führen kann, die wiederum als bedrohlich wahrgenommen werden können. Dies kann zu einem Kreislauf (Rückkoppelung) mit kognitiver Verzerrung/Einengung führen.
Letzterer Prozess kann bei allen Menschen vorübergehend beobachtet werden: Neue Informationen über bzw. erhöhte Aufmerksamkeit (z. B. durch AIDS-Kampagnen oder im Rahmen des Medizinstudiums) für eine Krankheit können dazu führen, dass man verstärkt nach Anzeichen dieser Krankheit sucht und verstärkt überlegt, ob man erkrankt sein könnte.

## Therapie
Die Kognitive Verhaltenstherapie ist bei hypochondrischer Störung die bisher am besten evaluierte und wirksamste Therapie. Der Einsatz von Psychopharmaka (SSRI) kann erwogen werden.

## Geschichte
Für Thomas Sydenham war die Hypochondrie ein Synonym für „Hysterie“. Sigmund Freud rechnete die Hypochondrie zusammen mit der Neurasthenie und der Angstneurose zu den Aktualneurosen.